# آب‌شکن

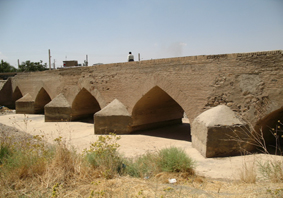
پل کوچه کنگاور

آب‌شکن بخش‌های سه‌گوش یا نیماستوانه شکلی است که در دو طرف پایه‌های پل یا حداقل در یک طرف آن‌ها جهت تغییر یا مخالف آب می‌سازند تا پایه پل بتواند به راحتی فشار آب را شکسته و خنثی نماید)

## ویژگی‌ها
بخشی از بدنه پل است که به صورت هرمی و دو مثلث مماس برهم به صورت آبخورکشی فشار آب را شکسته، تقسیم و به دوطرف آن هدایت می‌گرداند.به نظر می‌رسد آب شکن‌ها را با سنگ و آجر و ساروج می‌ساختنه‌اند. دکتر گلزاری شکل آب شکن را مثلث (هرم) یا نیم استوانه آورده، تعریف ایشان نیز در مجموع به شناخت بیشتر آبشکن یاری می‌رسند.